# Tossal de les Forques (Montblanc)
El Tossal de les Forques és una muntanya de 382 metres que es troba al municipi de Montblanc, a la comarca de la Conca de Barberà.